# 野間督司
野間 督司（のま とくし）は、日本の弁護士、近畿合同法律事務所所属。
1985年4月から2010年10月まで、NHK「バラエティー生活笑百科」に出演する。

## 来歴
1962年、大阪府立住吉高等学校卒業。1966年、司法試験合格。1967年、大阪大学法学部卒業。1969年、司法修習修了（21期）、大阪弁護士会登録。下村末治法律事務所（現近畿合同法律事務所）入所。大阪家庭裁判所堺支部参与員・家事調停委員。